# Сантиссимо-Реденторе-э-Сант-Альфонсо-ин-виа-Мерулана (титулярная церковь)
Сантиссимо-Реденторе-э-Сант-Альфонсо-ин-виа-Мерулана (лат. Titulus Sanctissimi Redemptoris et Sancti Alfonsi in Exquiliis) — титулярная церковь была создана Папой Иоанном XXIII 30 декабря 1960 года апостольской конституцией Plurima quae. Титул принадлежит церкви Сантиссимо-Реденторе-э-Сант-Альфонсо-ин-виа-Мерулана, приходской церкви и запасного места для церковных служб прихода Санта-Мария-Маджоре-ин-Сан-Вито, расположенной в районе Рима Эсквилино, на виа Мерулана.

## Список кардиналов-священников титулярной диаконии Сантиссимо-Реденторе-э-Сант-Альфонсо-ин-виа-Мерулана
- Джозеф Элмер Риттер (19 января 1961 — 10 июня 1967, до смерти);
- Хосе Клементе Маурер, C.SS.R. (29 июня 1967 — 27 июня 1990, до смерти);
- Энтони Джозеф Бевилакква (28 июня 1991 — 31 января 2012, до смерти);
- Винсент Джерард Николс (22 февраля 2014 — по настоящее время).